# Сражение при Юхуатае
Сражение при Юхуатае (кит. 雨花臺戰役) — одно из сражений во время восстания тайпинов. Тайпинская армия под командованием Ли Сючэна в течение 44 дней августа-октября 1862 года пыталась захватить укреплённый лагерь цинских войск Цзэн Гоцюаня при Юхуатае, но не смогла добиться успеха.

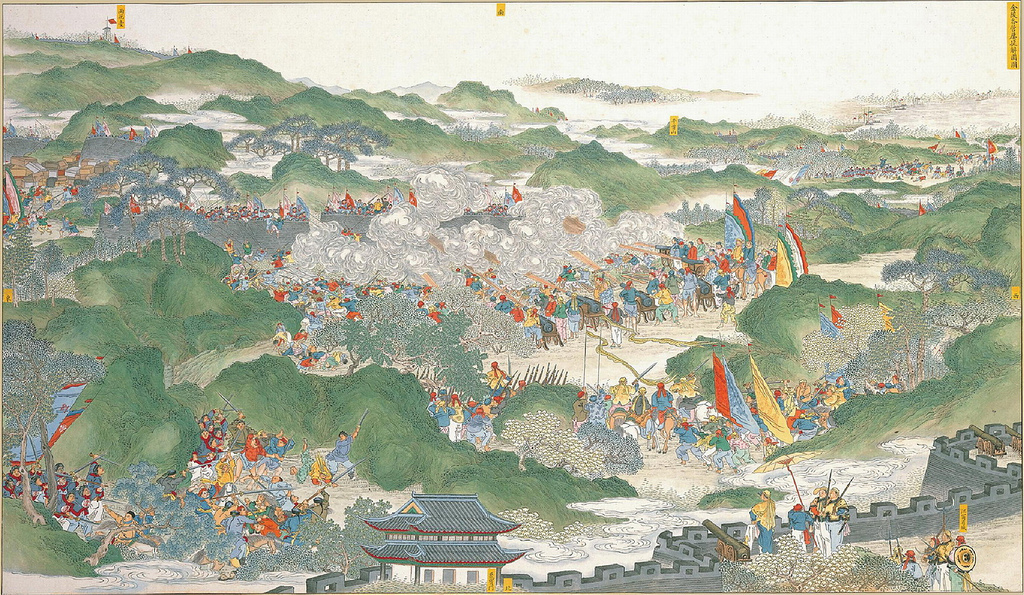
Снятие осады Юхуатая

В начале мая 1862 года Цзэн Гоцюань, возглавлявший цинскую Сянскую армию численностью 30 000 человек, попытался при содействии речной флотилии (менее 10 000 человек) захватить столицу тайпинов Тяньцзин (Нанкин), но был отбит и расположил свои силы в Юхуатае, в четырех-пяти милях к югу от города, построил здесь рвы и укрепления и перешёл к обороне. 12 мая тайпины попытались атаковать его укреплённый лагерь, но были отбиты.
С мая по август тайпины, постоянно усиливаемые подкреплениями, неоднократно атаковали Юхуатай, но не смогли его взять. Хун Сюцюань был очень обеспокоен и неоднократно просил одного из своих лучших полководцев Ли Сючэна, ведшего боевые действия в районе Шанхая, перебросить войска на запад и выбить противника из Юхуатая. Наконец, в конце августа Ли Сючэн прибыл с армией численностью около 200 000 человек к окраинам Нанкина. 
С 20 по 29 августа подошедшая с юга армия Ли Сючэна и гарнизон столицы неоднократно атаковали укрепления цинской армии, но не смогли добиться успеха. Тайпины применили тактику «человеческих волн»: атакующие несли на спинах куски деревьев, вязанки соломы, сучьев, снятые двери, подбирались и бросали в ров под градом картечи. Большинство атакующих первых волн погибало. Оставшиеся в живых и подошедшие солдаты следующих волн сталкивали трупы погибших в ров, следом бросали вязанки и шли через ров на штурм. Тайпинская артиллерия поддерживала атаки своим огнём. Отражая отчаянные атаки тайпинской армии, войска Цзэн Гоцюаня также успешно применяли артиллерию. Эта битва стала первым крупномасштабным сражением в истории Китая, в котором обе воюющие стороны были вооружены иностранными ружьями и пушками.
С 6 сентября атаки тайпинов продолжились, и Цзэн Гоцюань, несмотря на  подкрепления, постоянно прибывавшие из Янчжоу и Уху, был вынужден немного сократить линию обороны. Когда тайпины стали использовать сапы, осаждённые дожидались, когда сапа была подведена, заполняли её фекалиями или блокировали выход деревянными кольями и досками, иногда окуривали едким дымом. 
12 сентября тайпины подвели под стены укреплений в двух местах мины и взорвали их, а затем ворвались в образовавшиеся бреши. Однако цинские солдаты успели заделать бреши и перебили ворвавшихся солдат противника, в результате чего атака тайпинов провалилась. За день боя тайпины, по официальному отчёту, потеряли от 8000 до 10 000 человек.
Отбив атаки тайпинов и ослабив их силы, цинские войска, всё ещё остававшиеся в меньшинстве, стали проводить вылазки. Так они атаковал ночью 16, 17, 21 сентября и 2 октября, уничтожив сотни солдат противника и разрушив более десяти их фортов.
В конце концов, армия тайпинов была истощена упорной обороной Сянской армии, несмотря на огромную разницу в силах. После сорока четырёх дней кровопролитной борьбы Ли Сючэну ничего не оставалось, как отдать приказ о снятии осады.
Ночью 4 октября один из командиров, Цзэн Чжэньцянь, узнал, что тайпинская армия готовится к отступлению от Юхуатая, поэтому рано утром следующего дня цинские войска нанесли решительный удар. Тайпины отступили в сторону Цзиньлина, а затем покинули посёлок и вошли в Нанкин через южные ворота.
С поражения при Юхуатае тайпинская армия уже не имела сил для масштабных наступлений. Тайпины перешли к обороне и в последующие годы проигрывали одно сражение за другим. 